# IC 2446
IC 2446 — галактика типу Sa (спіральна галактика) у сузір'ї Рак.
Цей об'єкт міститься в оригінальній редакції індексного каталогу.